# Грушанка карпатська
Грушанка карпатська (Pyrola carpatica) — вид квіткових рослин родини вересових (Ericaceae).

## Біоморфологічна характеристика
Багаторічна рослина 10–20 см. Прикореневі листки еліптичні або подовжені, пластинка листка тонка, (1.5)2–3(3.5) × 1.5–3 см на ніжці 3–4.5 см завдовжки. Долі чашечки на верхівці тупі 3.1–3.3 мм завдовжки, в 2–3 рази коротші, ніж білий або зеленувато-білий (рідко рожевий) віночок. Пиляки жовті. Суцвіття — 5–10(15)-квіткова китиця. Коробочка напівкуляста, 3–4 мм завдовжки.

## Поширення
Словаччина, Польща, Румунія, Україна.
В Україні вид росте в альпійському та субальпійському поясах, на висотах 1200–2000 метрів — у Карпатах (гори Близниця, Говерла), рідко.